# Club Atlético Chacarita Juniors
Club Atlético Chacarita Juniors é um tradicional clube do futebol argentino. Foi fundado no dia 1º de maio de 1906. Sua sede fica no bairro de Chacarita, em Buenos Aires, e seu estádio localiza-se em Villa Maipú, bairro pertencente à cidade vizinha de General San Martín. O clube, campeão argentino em uma ocasião,  atualmente disputa a Primera B Nacional (segunda divisão) e disputa com o Atlanta, o seu principal rival, o Clássico de Villa Crespo.

## História
O Chacarita Juniors possui uma origem intrinsecamente ligada ao socialismo. Foi fundado no dia 1º de maio (Dia do Trabalho) de 1906 por um grupo de jovens do Partido Socialista da Argentina. Originalmente, a sede da instituição se localizava no bairro de Villa Crespo, em Buenos Aires, e posteriormente foi mudada para o bairro de Chacarita, também na capital, nas proximidades do famoso Cemitério de Chacarita.
Nos anos 40, o clube perdeu o seu estádio em Villa Crespo por conta de uma briga judicial com o seu maior rival, o Club Atlético Atlanta, sediado no mesmo bairro. Essa disputa na justiça se deu pelo fato de que o estádio se localizava num terreno de propriedade do Atlanta, que o Chacarita Juniors alegava ser de sua posse. Essa situação levou o Chacarita a sediar suas partidas em General San Martín, na Zona Norte da Grande Buenos Aires.

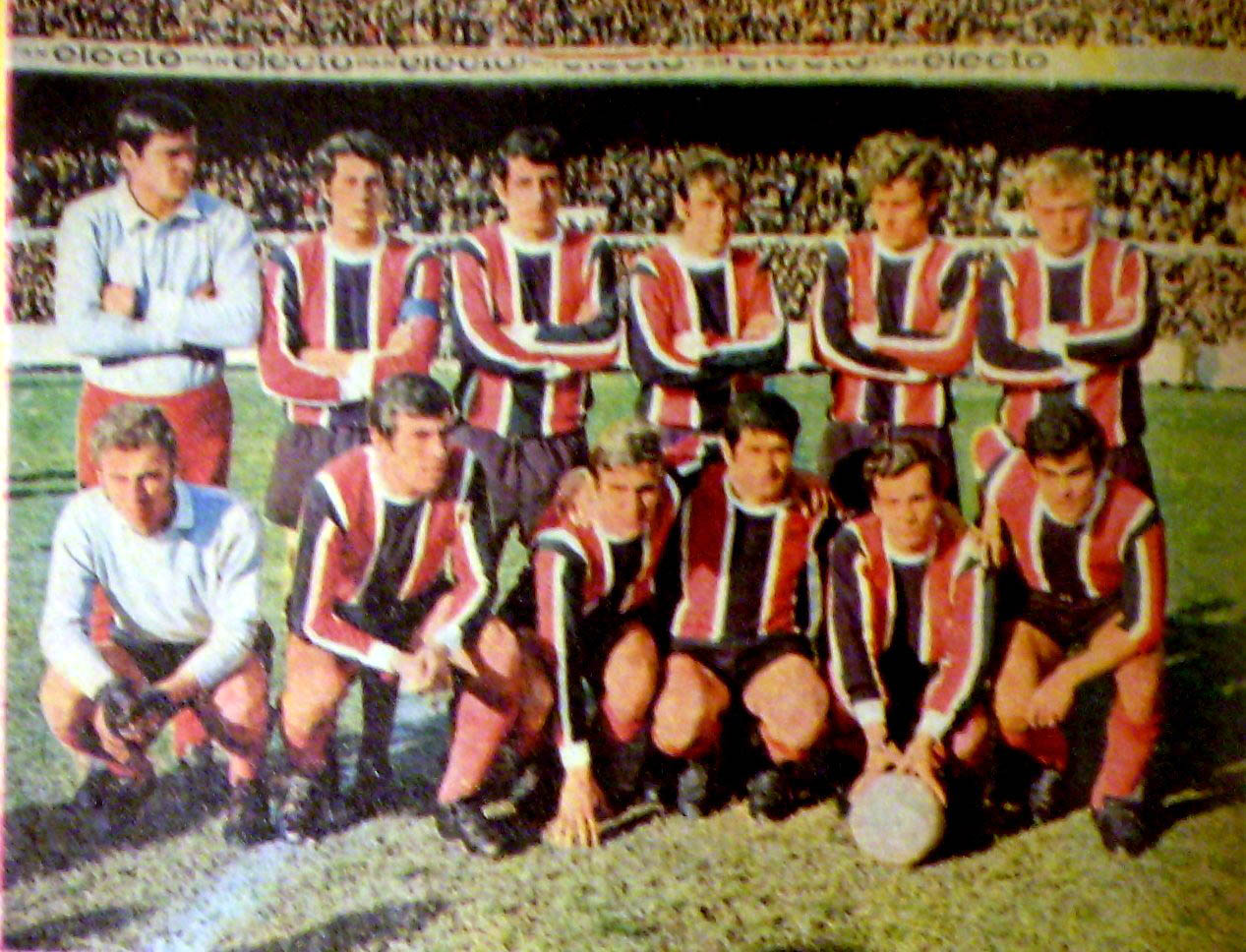
Equipe campeã argentina de 1969.

Em 1969, o clube conquistou o título mais importante de sua história, o Campeonato Argentino Metropolitano. Na decisão, o Chacarita venceu o River Plate por incontestáveis 4x1.
No ano de 1971, o Chacarita obteve uma relevante vitória frente ao Bayern de Munique, nas semifinais do Troféu Joan Gamper. Na final do torneio amistoso, os Tricolores acabaram sendo derrotados por 1x0 numa acirrada partida contra o Barcelona.
Em 2016, o clube organizou um amistoso em Buenos Aires para a comemoração de seus 110 anos, contra o São Paulo FC, que compartilha as cores principais e até mesmo a alcunha de Tricolor e cujas torcidas e as próprias instituições mantém uma relação fraterna, com torcedores do Chaca comparecendo em jogos do clube paulista em partidas na Argentina. A partida terminou 2 a 1 para os visitantes. 
Após anos longe da Primera División, o Chacarita Juniors fez a sua última aparição na elite do futebol argentino no ano de 2018.

## Símbolos
As cores oficiais do clube são o vermelho, o preto e o branco, formando o Tricolor. As três cores representam, de maneira respectiva, o socialismo, o Cemitério de Chacarita e a paz. Por conta de sua ligação com o cemitério, o Chacarita recebe a alcunha de Funebrero.

## Rivalidades
Possui uma imensa e histórica rivalidade com o Club Atlético Atlanta. Ambas as equipes protagonizam o Clássico de Villa Crespo. Também possui forte rivalidade com o Tigre.

## Torcida
Os seus torcedores, conhecidos como "Los Funebreros", fazem parte de uma das mais violentas e fanáticas torcidas do país, conhecida por sua fidelidade a apoio incondicional ao clube. A Organizada (barra brava) mais famosa do Chacarita é chamada de "La Famosa Barra de San Martín".

## Títulos
| Nacionais | Nacionais               | Nacionais | Nacionais         |
|           | Competição              | Títulos   | Temporadas        |
|           | Campeonato Argentino    | 1         | 1969              |
|           | Primera B Nacional      | 3         | 1924, 1941 e 1959 |
|           | Primera B Metropolitana | 1         | 1993-94           |
| --------- | ----------------------- | --------- | ----------------- |